# Chaville
Chaville is een gemeente in het Franse departement Hauts-de-Seine (regio Île-de-France) en telt 17.966 inwoners (1999). De plaats maakt deel uit van het arrondissement Boulogne-Billancourt.

## Geografie
De oppervlakte van Chaville bedraagt 3,5 km², de bevolkingsdichtheid is 5133,1 inwoners per km².
De onderstaande kaart toont de ligging van Chaville met de belangrijkste infrastructuur en aangrenzende gemeenten.

## Demografie
Onderstaande figuur toont het verloop van het inwonertal (bron: INSEE-tellingen).

## Vervoer
Chaville beschikt over drie treinstations: Chaville-Rive-Gauche, Chaville-Rive-Droite en Chaville-Vélizy. De treinen (SNCF) vanuit het station Chaville-Rive-Gauche eindigen in Parijs Montparnasse, Mantes-la-Jolie, Houdan (Dreux) en Gazeran (Chartres). De treinen (SNCF) vanuit Chaville-Rive-Droite eindigen op stations Parijs Saint Lazare en Versailles Rive Droite. RER Lijn C vertrekt vanuit Chaville-Vélizy.
Buslijn nummer 171 tussen Parijs en Versailles, heeft haltes op meerdere plaatsen in Chaville.

## Onderwijs in Chaville

### Scholen

#### Peuterscholen
- Les Iris
- Les Jacinthes
- Le Muguet
- Les Myosotis
- Les Paquerettes

#### Basisscholen
- Anatole France
- Paul Bert
- Ferdinand Buisson

#### Voortgezet onderwijs (collège)
- Collège Jean Moulin

#### Privéscholen
- Collège Familial
- Institut Saint-Thomas de Villeneuve (katholieke basisschool, collège en lycée)

## Partnersteden
- Barnet, Groot-Brittannië
- Alsfeld, Duitsland
- Settimo-Torinese, Italië

## Geboren in Chaville
- Philippe Soupault (1897-1990), dichter
- Michel Bonnevie (1921-2018), basketballer